# Aprendizaje de Shambhala
El Aprendizaje de Shambhala es un programa de estudio y prácticas de meditación, que supone una aproximación secular a la meditación desarrollada por el maestro budista Chogyam Trungpa y su alumnado, y que aunque fundadas en enseñanzas tradicionales orientales, fueron desprovistas del adorno religioso o étnico con el objeto de que pudieran enraizar en la cultura occidental. 
El Aprendizaje de Shambhala está basado en lo que Trungpa llamara su visión del reino legendario de Shambhala, en la que ve una sociedad iluminada no puramente mítica, sino plenamente realizable hoy en día por personas, sean cual sean sus creencias, mediante las prácticas de meditación, la conciencia plena, la no-agresión, y un contacto con la naturaleza sagrada del mundo, además nos enseña y anima a relajarnos con ello en vez de luchar con quiénes somos. Así pues, la inspiración de las enseñanzas Shambhala es ayudar a la gente a ser digna y prepararla y formarla para comprender la profundidad y preciosidad de la vida como seres humanos, tal y como es, y ayudar al ser humano a descubrir o reencontrarse con su cordura y estabilidad básicas. Así Trungpa escribe:

Es un honor y me llena de satisfacción el haber podio mostrar en el pasado las sabiduría y dignidad de la vida humana dentro de un contexto religioso. Ahora me produce un tremendo júbilo el presentar los principios del "guerrero de Shambhala" y así mostrar como podemos reconducir nuestras vidas como guerreros, con alegría e intrepidez transcendiendo el miedo, sin agresión. He estado presentando las "Enseñanzas de Shambhala" que usan la imagen del Reino de Shambhala para presentar el ideal de una sociedad secular iluminada, esto es, la posibilidad de elevar nuestra existencia personal y abrirnos a los demás sin la ayuda de ninguna perspectiva religiosa. Porque, si bien la tradición Shambhala se basa en la cordura y la ternura de la tradición budista, al mismo tiempo tiene su propia base independiente, que consiste en trabajar directamente sobre el quién y qué somos como seres humanos.

El Aprendizaje de Shambhala está actualmente mantenido y gestionado por la organización Shambhala Internacional
El programa del Aprendizaje de Shambhala ha sido ampliado por su sucesor Sakyon Mipan Rimpoche, para pasar a integrarse en un programa más amplio denominado la Vía de Shambhala, que aunque mantiene intacto el programa del Aprendizaje de Shambhala, tal y como lo creó Trungpa, como columna vertebral de las enseñanzas, ha ido agregando algunos programas en paralelo que van integrando progresivamente las enseñanzas del Linaje budista de Shambhala con las enseñanzas seculares originales del Aprendizaje de Shambhala.

## Las enseñanzas

### Currículo
El Aprendizaje Shambhala fue presentado como una serie de cinco programas progresivos de fin de semana denominados "El corazón del Guerrero",cada uno de los cuales, en la actualidad, va seguido de su correspondiente curso para la aplicación a la vida cotidiana. Esta primera etapa va seguida de siete cursos de fin de semana (La senda Sagrada) cada uno de los cuales está dedicado al estudio de uno de los textos que Trungpa escribió basándose en sus visiones o Termas de Shambhala  culminados con un retiro largo (La Asamblea de Guerreros)

#### El Corazón del Guerrero
Programa de aprendizaje, organizado en cinco talleres con el formato de semi-retiro de fin de semana, que incluyen el entrenamiento y la práctica de la meditación, charlas de instructores de alto nivel, entrevistas personales y grupos de discusión. Este programa pretende proporcionar una base sólida en la práctica de la meditación o del prestar atención y darse cuenta, haciendo hincapié en el desarrollo de la autenticidad, la confianza, el humor y la dignidad Dentro de la complejidad de la vida diaria. Estos talleres están orientados tanto para meditadores novatos como experimentados. Para acceder a los cursos de niveles superiores, es requisito haber completado los del nivel inferior.
Los cursos que conforman el programa del Corazón del Guerrero son:
- Nivel I: El arte de ser humano
- Nivel II: El nacimiento del Guerrero
- Nivel III: El guerrero en el mundo
- Nivel IV: Corazón despierto
- Nivel V: Cielo abierto

#### La Senda Sagrada
El programa senda sagrada introduce nuevas "prácticas del guerrero", las cuales pretenden extender la formación básica de meditación. Durante una serie de experiencias visionarias entre 1976 y 1980, Chögyam Trungpa, Rinpoche recibió y transcribió una serie de textos conocidos como los textos o Termas de Shambhala. El programa de La Senda Sagrada consiste en estudiar esos textos y los amplios comentarios, que tanto él como su sucesor Sákyong Mipham, han ido añadiendo sobre esas enseñanzas y cómo practicarlas en los tiempos modernos. Este programa, en la actualidad, solo está abierto a aquellos que hayan completado la primera etapa del camino de formación llamado la Vía de Shambhala
Los cursos que conforman la Senda Sagrada son los siguientes:
- El sol del gran este
- Caballo de viento
- Drala
- Manso y vizaz
- Desmesurado e insondable
- La llave de oro

#### La Asamblea de Guerreros
La Asamblea de Guerreros es la culminación del Aprendizaje Shambhala y una enseñanza viva sobre cómo crear la sociedad iluminada. Los participantes reciben la transmisión de prácticas avanzadas de Shambhala sobre la confianza y estudian el texto y el comentario titulado "El Sol de Oro del Gran Este". Este texto describe los principios y la práctica del Ashé. El formato de este programa es un retiro de entre nueve y catorce días de duración que se ofrecía a estudiantes que habían completado la totalidad de los cursos del Aprendizaje de Shambhala. Actualmente, es requisito el haber completado el denominado retiro de la "Asamblea de la Sociedad Iluminada", introducido por Sakyon Mipan Rimpoche a partir del año 2000.